# Буадон, Морис
Морис Эжен Буадон (фр. Maurice Eugène Boisdon; 22 марта 1855, Ла-Рошель — 26 октября 1928, Париж) — французский фехтовальщик и судья. Участник летних Олимпийских игр 1900 года.

## Биография
Морис Буадон родился 22 марта 1855 года во французском городе Ла-Рошель.
В 1900 году вошёл в состав сборной Франции на летних Олимпийских играх в Париже. В личном турнире шпажистов занял в группе 1/8 финала 2-е место, в четвертьфинальной группе — 1-е место, в полуфинале не попал в тройку лучших: Буадон, Жюль де Прадель и Жан Дрейфус из Франции заняли 4-6-е места, но точная позиция неизвестна. В личном турнире саблистов успешно прошёл предварительный раунд, по итогам которого 16 фехтовальщиков по решению жюри были допущены в полуфинал. В полуфинале не попал в четвёрку лучших: Буадон, Пьер дʼЮге из Франции, Петер Хартштайн из Австрии и Джунио Федрегини из Италии заняли 5-8-е места, но точная позиция неизвестна.
Был судьёй личного турнира шпажистов.
Работал фотографом в Бордо и Париже.
Умер 24 октября 1928 года во II округе Парижа.

## Семья
Отец — Жан-Луи Буадон (?—1865), глухонемой, умевший читать и писать.
Мать — Виктуар Байон.
Вырос в многодетной семье.
Жена — Сара Сюзанн Астрюк, учительница музыки. Поженились 12 декабря 1877 года.
Имел двух дочерей, одну из которых звали Фернанда.